# Архиепархия Антелиаса
Архиепархия Антелиаса (лат. Archieparchia Anteliensis Maronitarum) — архиепархия Маронитской католической церкви с центром в городе Антелиас, Ливан. Архиепархия Антелиаса распространяет свою юрисдикцию на район Матн.

## История
11 июня 1998 года Римский папа Иоанн Павел II учредил архиепархию Антелиаса.

## Ординарии архиепархии
- Joseph Mohsen Béchara (11.06.1988 — 16.06.2012);
- Camille Zaidan (16.06.2012 — 21.10.2019).

## Источник
- Annuario Pontificio, Libreria Editrice Vaticana, Città del Vaticano, 2003, ISBN 88-209-7422-3
- Baalbek, Dictionnaire d’Histoire et de Géographie ecclésiastiques Архивная копия от 6 июня 2020 на Wayback Machine, vol. VI, Parigi 1932, coll. 7-8